# 싸이코 (1960년 영화)
"싸이코"(영어: Psycho 사이코[*])는 1960년에 개봉한 미국의 스릴러 공포 영화이다. 알프레드 히치콕이 감독과 제작자로 참여하였고, 로버트 블로흐가 1959년에 발매한 동명의 소설을 원작으로 하여 조셉 스테파노가 각본을 맡았다. 영화의 주요 출연진으로는 앤서니 퍼킨스, 재닛 리, 베라 마일스, 존 게빈, 마틴 발삼 등이 있다. 줄거리는 돈을 횡령하여 도피 중인 마리온 크레인이 외딴 곳에 위치한 오래된 모텔의 주인인 노먼 베이츠를 만난 것과 그 여파를 그리고 있다.

## 줄거리
마리온(재닛 리)는 회사의 돈을 훔쳐서 도주한다. 그러던 중 어느 모텔에서 마리온은 칼로 살해당하고 누군가 흔적을 싹 치워버린다. 마리온의 언니(베라 마일스)와 애인(존 게빈)은 실종된 마리온을 찾기 위해 사립 탐정 아보게스트(마틴 발삼)를 고용하지만 탐정 역시 똑같은 모텔에서 살해당한다. 두사람은 직접 모텔로 찾아가 주인(앤서니 퍼킨스)를 만나고 석연찮은 점을 발견, 모텔 주인의 어머니를 발견하지만 그 어머니는 해골. 모텔 주인은 마더 콤플렉스라는 정신병 끝에 다중인격이 되어 살인을 저질러 왔던 것이었다. 모텔 주인은 정신병원에 입원하고 마리온의 시체가 들어있는 자동차가 늪에서 건져지면서 영화는 끝난다.

## 출연진
- 앤서니 퍼킨스 : 노먼 베이츠 역
- 재닛 리 : 마리온 크레인 역
- 베라 마일스 : 라일라 크레인 역
- 존 게빈 : 샘 루미스 역
- 마틴 발삼 : 사립탐정 밀턴 아보가스트 역
- 존 매킨타이어 : 앨 체임버스 부보안관 역
- 시몬 오클랜드 : 리치먼드 박사 역
- 프랭크 앨버트슨 : 톰 캐시디 역
- 팻 히치콕 : 캐럴라인 역
- 본 테일러 : 조지 라워리 역
- 루린 터틀 : 체임버스 부인 역
- 존 앤더슨 : 중고차 업주 찰리 역
- 모트 밀스 : 고속도로 단속 경찰 역

## 한국어 더빙 성우진(KBS, 1981년 8월 11일)
- 배한성 - 노먼 베이츠 (안소니 퍼킨스)
- 이선영 - 라일라 (베라 마일즈)
- 김정희 - 메리 (자넷 리)
- 김세한 - 샘 (존 게빈)

## 사운드트랙
아래와 같이 일부 영화 스코어가 CD로 발매되기도 하였다.
- 1975년 10월 2일 국제 필하모닉 오케스트라, 버나드 허먼의 지휘. [유니콘 CD, 1993년][1]
- 1997년 바레스 사라반드의 CD, 왕립 스코틀랜드 국립 오케스트라의 재녹음 공연, 조엘 맥닐리의 지휘.[2][3]
- 1998년 사운드스테이지 레코드 SCD 585 CD가 마스터 테이프라고 주장하기도 했으나, 이는 해적판임이 밝혀졌다.[2]
- 2011년 독시 레코드 DOY650 (이탈리아) 180g LP가 허먼의 지휘 버전으로 발매되었다.

| #   | 제목            | 재생 시간 |
| --- | --------------- | --------- |
| 1.  | Prelude         |           |
| 2.  | The City        |           |
| 3.  | Marion          |           |
| 4.  | Marion & Sam    |           |
| 5.  | Temptation      |           |
| 6.  | Flight          |           |
| 7.  | Patrol Car      |           |
| 8.  | The Car Lot     |           |
| 9.  | The Package     |           |
| 10. | The Rainstorm   |           |
| 11. | Hotel Room      |           |
| 12. | The Window      |           |
| 13. | The Parlor      |           |
| 14. | The Madhouse    |           |
| 15. | The Peephole    |           |
| 16. | The Bathroom    |           |
| 17. | The Murder      |           |
| 18. | The Body        |           |
| 19. | The Office      |           |
| 20. | The Curtain     |           |
| 21. | The Water       |           |
| 22. | The Car         |           |
| 23. | The Swamp       |           |
| 24. | The Search (A)  |           |
| 25. | The Shadow      |           |
| 26. | Phone Booth     |           |
| 27. | The Porch       |           |
| 28. | The Stairs      |           |
| 29. | The Knife       |           |
| 30. | The Search (B)  |           |
| 31. | The First Floor |           |
| 32. | Cabin 10        |           |
| 33. | Cabin 1         |           |
| 34. | The Hill        |           |
| 35. | The Bedroom     |           |
| 36. | The Toys        |           |
| 37. | The Cellar      |           |
| 38. | Discovery       |           |
| 39. | Finale          |           |

## 수상
| 시상식                      | 부문                       | 후보자                                       | 결과 |
| --------------------------- | -------------------------- | -------------------------------------------- | ---- |
| 아카데미상                  | 감독상                     | 알프레드 히치콕                              | 후보 |
| 아카데미상                  | 여우조연상                 | 재닛 리                                      | 후보 |
| 아카데미상                  | 아트 디렉션 – 흑백 부문    | 조셉 헐리, 로버트 클래트워시, 조지 마일로    | 후보 |
| 아카데미상                  | 촬영상 – 흑백 부문         | 존 L. 러셀                                   | 후보 |
| 밤비상                      | 남우주연상 – 국제          | 앤서니 퍼킨스                                | 후보 |
| 카예 뒤 시네마              | 작품상                     | 알프레드 히치콕                              | 후보 |
| 미국 감독 조합상            | 감독상                     | 알프레드 히치콕                              | 후보 |
| 에드거상                    | 각본상                     | 조셉 스테파노(각본), 로버트 블로흐(원작)     | 수상 |
| 골든 글로브상               | 여우조연상 – 영화 부문     | 재닛 리                                      | 수상 |
| 국제영화비평가상            | 남우주연상                 | 앤서니 퍼킨스                                | 수상 |
| 로렐상                      | 최우수 드라마              | 싸이코                                       | 후보 |
| 로렐상                      | 여우조연상                 | 재닛 리                                      | 후보 |
| 국립영화보존위원회          | 미국 국립영화등기부        | 싸이코                                       | 헌액 |
| 온라인 영화 & 텔레비전 협회 | 명예의 전당 – 영화         | 싸이코                                       | 수상 |
| 새틀라이트상 (10회)         | 최우수 고전 DVD            | 싸이코 (알프레드 히치콕: 명작 컬렉션의 일부) | 후보 |
| 새틀라이트상 (13회)         | 최우수 고전 DVD            | 싸이코                                       | 후보 |
| 새턴상 (35회)               | 최우수 고전 영화 재상영작  | 싸이코 (유니버설 레거시 시리즈)              | 수상 |
| 새턴상 (37회)               | 최우수 고전 영화 재상영작  | 싸이코 (50주년 기념 에디션)                  | 후보 |
| 새턴상 (39회)               | 최우수 DVD/블루레이 컬렉션 | 싸이코 (알프레드 히치콕: 명작 컬렉션의 일부) | 후보 |
| 미국 작가 조합상            | 최우수 미국 드라마 각본    | 조셉 스테파노                                | 후보 |

1992년, 싸이코는 미국 의회도서관으로부터 "문화적, 역사적 또는 미학적으로 중요한" 영화라고 평가받았으며, 미국 국립영화등기부에 헌정되며 영구보존되었다. 1998년에는 TV 가이드에서 가장 위대한 영화 50 목록에서 싸이코를 8위로 선정하였다.
싸이코는 여러 웹사이트, 텔레비전 채널, 잡지에서 선정한 최고의 영화 목록에 들었다. 샤워 장면은 미국의 텔레비전 채널 브라보에서 선정한 "영화 속 가장 무서운 장면 100" 목록에 4위로 이름을 올렸으며, 잡지 프리미어에서 진행한 비슷한 주제의 목록에는 마지막 장면이 4위로 선정되었다. 엔터테인먼트 위클리의 책 "가장 위대한 영화 100편The 100 Greatest Movies of All Time"에는 11위에 이름을 올렸다.
2012년, 싸이코는 영화 편집자 협회에서 진행한 설문 조사에서 가장 잘 편집한 영화 12위에 들었다.
미국 영화 연구소에서는 싸이코를 아래와 같은 목록에 선정하였다.
- AFI 선정 100대 영화 – 18위
- AFI 선정 100대 스릴러 – 1위
- AFI 선정 100명의 히어로와 빌런
  - 노먼 베이츠 – 빌런 2위
- AFI 선정 100대 영화 대사
  - "소년의 가장 친한 친구는 엄마이다." – 56위
- AFI 선정 영화 스코어 – 4위
- AFI 선정 100대 영화 (10주년 기념) – 14위

## 같이 보기
- 거짓 주인공